# Evangelisch-Theologische Fakultät der Universität Wien
Die Evangelisch-Theologische Fakultät der Universität Wien ist die einzige ihrer Art in Österreich. Ihre Geschichte spiegelt das Schicksal und die Geschichte des Protestantismus in den ehemaligen habsburgischen Landen und im Gebiet des heutigen Österreich wider. Im Jahr 1922 wurde die per Dekret der Studienhofkommission von 1819 begründete Evangelisch-Theologische Lehranstalt als eigenständige Fakultät in den Universitätsverband eingegliedert.
Die Evangelisch-Theologische Fakultät hat die besondere Verantwortung und Pflicht, in Österreich das Gesamtgebiet der Theologie aus protestantischer Kultur- und Wissenschaftstradition in Forschung und Lehre zu vertreten sowie die historische Erinnerung an die eigene protestantische Tradition wachzuhalten.
Die Fakultät weiß sich folgenden Grundsätzen und Zielen in Forschung und Lehre verbunden:
- Dem Prinzip der evangelischen Freiheit und den humanen Freiheitspostulaten, insbesondere der Freiheit in Forschung und Lehre und der Freiheit der Lernenden und dem Respekt vor ihnen;
- der Verantwortung für eine humane Gesellschaft;
- der Achtung vor der Überzeugung der Anderen, dem Prinzip des Dialogs und der Meinungsvielfalt;
- der Achtung vor der Würde des Menschen, insbesondere der Gleichbehandlung von Frauen und Männern sowie von Menschen unterschiedlicher sozialer Herkunft und die Integration behinderter Menschen;
- die Evangelisch‑Theologische Fakultät legt als Teil einer religiösen Minderheit in Österreich und vor dem Hintergrund der eigenen Geschichte besonderes Augenmerk auf die Anliegen und die Achtung von anderen religiösen und gesellschaftlichen Minoritäten.

## Lehrende
Zu den Wissenschaftern, die an der Evangelisch-Theologischen Fakultät der Universität Wien (einschließlich ihrer Vorgängerinstitution, der Evangelisch-Theologischen Lehranstalt) tätig sind oder waren, zählen unter anderem
Gottfried Adam,
Karl Beth,
Josef Bohatec,
Eduard Böhl,
Johannes Dantine,
Wilhelm Dantine,
Christian Danz,
Johann Karl Egli,
Wilfried Engemann,
Gustav Entz,
Paul Ewald,
Paul Feine,
Gottfried Fitzer,
Georg Fohrer,
Gustav Wilhelm Frank,
Johann Genersich,
Marianne Grohmann,
Uta Heil,
Susanne Heine,
Johannes Herrmann,
Richard Adolf Hoffmann,
Roland Kadan,
Gerhard Kittel,
Rudolf Knopf,
Ulrich H. J. Körtner,
Ulrich Kühn,
Wilhelm Kühnert,
Johannes Kunze,
Ernst Kutsch,
Karol Kuzmány,
Rudolf Leeb,
Richard Adelbert Lipsius,
James Alfred Loader,
Wilhelm Lotz,
Kurt Lüthi,
Grete Mecenseffy,
Kurt Niederwimmer,
Markus Öhler,
Ernst Pauer,
Wilhelm Pratscher,
Alfred Raddatz,
Gustav Reingrabner,
Wolfram Reiss,
Georg Gustav Roskoff,
Martin Rothgangel,
Robert Schelander,
Annette Schellenberg,
Hans Wilhelm Schmidt,
Werner H. Schmidt,
Hans-Christoph Schmidt-Lauber,
Karl W. Schwarz,
Gustav Adolf Skalský,
Albert Stein,
Johann Michael Szeberinyi,
Karl Völker,
Johann Wächter,
Falk Wagner,
Johannes von Walter,
Johann Georg Wenrich,
Fritz Wilke,
Wolfgang Wischmeyer und
Fritz Zerbst.